# عمر المقبل
عمر المقبل (1972 / رمضان 1392هـ -) هو أكاديمي محاضر وخطيب سعودي ولد في محافظة المذنب بمنطقة القصيم، حاصل على شهادة الدكتوراه في السنة النبوية من جامعة الإمام بالرياض، ومن ثم أستاذًا للحديث النبوي فيها، عمل كذلك خطيبًا في مسجد الشيخ محمد بن صالح المقبل، له عدد من المؤلفات وكذلك العديد من الدروس والخطب الصوتية والمرئية وقدّم عددًا من البرامج الإذاعية والتلفزيونية. توقّف نشاطه وظهوره الإعلامي منذ 10 سبتمبر 2019 وسط أنباء إعلامية وإخبارية تُفيد باعتقاله في تلك الفترة، كما وصدرت تقارير أخرى حقوقية تذكر اعتقاله ولكن في أكتوبر 2019، مع ذلك، لم يصدر أي ردّ رسمي يؤكد أو ينفي هذه الأنباء والتقارير.

## النشأة
عمر بن عبد الله بن محمد بن صالح آل مقبل، ينتهي نسبه إلى قبيلة بني العنبر بن عمرو من بني تميم، ولد في رمضان من عام 1392هـ ونشأ في محافظة المذنب بمنطقة القصيم وأقام فيها.

## التعليم
أنهى دراسته الجامعية بالوصول لدرجة الدكتوراه في السنة النبوية وتدّرج تحصيله بما يلي:
- حصل على درجة البكالوريوس عام 1414هـ، من كلية الشريعة في فرع جامعة الإمام محمد بن سعود الإسلامية بالقصيم (سابقاً)  وعيّن معيداً في نفس الكلية عام 1414هـ.
- حصل على الماجستير في السنة النبوية من كلية أصول الدين، بجامعة الإمام بالرياض عام 1421هـ، وكانت أطروحة البحث بعنوان: «زوائد السنن الأربع على الصحيحين في أحاديث الصيام، جمعاً وتخريجاً ودراسة» وهو مطبوع في مجلدين، ونشرته مكتبة التدمرية.
- حصل على الدكتوراه في السنة النبوية من كلية أصول الدين، بجامعة الإمام بالرياض، عام 1427هـ، وكانت الأطروحة بعنوان: «منهج الحافظ أبي عبد الله ابن منده في الحديث وعلومه، دراسة موازنة» ونشرتها مكتبة دار المنهاج.

### مشايخه
تلقى العلم عن عدد من المشايخ، وهذا ترتيبهم حسب الأولية الزمانية في الطلب، وأكتفي بمن طالت ملازمته:
1. الشيخ محمد أويس بن طماس خان من باكستان، وقد حفظ عليه القرآن عام 1411هـ.
2. الشيخ محمد بن صالح العثيمين وقد قرأ عليه في عدد من المتون، منها: زاد المستقنع، بلوغ المرام، صحيح البخاري، صحيح مسلم، الواسطية، الأربعين النووية، وغيرها.

1. الشيخ يحيى بن عبد العزيز اليحيى، وقد حفظ عنده مختصرا لصحيحين عام 1413-1414هـ.
2. الشيخ عبد العزيز بن باز.
3. الشيخ د.إبراهيم بن عبد الله اللاحم.

## الغياب عن الفضاء العام
توقّف المقبل عن نشاطه وظهوره الإعلامي منذ 10 سبتمبر 2019، ونقلت بعض المصادر الإخبارية عن نشطاء أن المقبل اعتقل على إثر مقطع فيديو انتشر له ينتقد فيه بعض نشاطات الهيئة العامة للترفيه وتأثيرها على هوية المجتمع السعودي، كما وصدر تقرير لهيومن رايتس ووتش مطلع نوفمبر 2019 يذكر اعتقال المقبل في أكتوبر/تشرين الأول من نفس العام دون أن يذكر أسباب ذلك، وذكر أيضًا تقرير حقوقي لوزارة الخارجية الأمريكية وجود اعتقال مزعوم للمقبل في 10 أكتوبر من نفس العام وذلك على إثر مقطع فيديو ينتقد فيه سياسة الهيئة العامة للترفيه وبعضًا من أنشطتها وتأثير ذلك في محو الهوية الأصلية للمجتمع، مع ذلك، لم يصدر أي ردّ رسمي يؤكد أو ينفي هذه الأنباء والتقارير، إلا أن رئيس الهيئة نشر تغريدة على حسابه في تويتر بتاريخ 11 نوفمبر 2019 يحذّر فيها من التجاوز والشكوى في وسائل التواصل وإلا سيتم اتخاذ الإجراءات القانونية، وأنه لمن أراد النقد فعليه التوجه للهيئة أو للقضاء.

## المؤلفات والتحقيقات
للدكتور عمر المقبل عدد من المؤلفات والمشاركات تضمنت مايلي:
1. انتشار الأحاديث الضعيفة في وسائل الاتصال المعاصرة، الأسباب، المظاهر، العلاج، دراسة تطبيقية على الجوال والإنترنت، بحث محكم، طبعته دار الصميعي بالرياض.
2. الأحاديث الواردة في اسم المحسن (بحث محكم).
3. الجمود على ظاهر لفظ الحديث النبوي، دراسة نقدية، بحث محكم، مركز البحوث في كلية الشريعة –
4. مختلف الحديث عند العلامة ابن عثيمين. بحث محكم وطبعته ندوة جهود الشيخ ابن عثيمين العلمية – القواعد القرآنية قراءة في التاريخ والآثار (بحث محكم مقدم لمؤتمر جهود علماء الأمة في خدمة القرآن وعلومه بمدينة فاس المغربية في الفترة من 10-12/5/1432هـ، الموافق 14-16/4/2011م) طبعته دار الصميعي بالرياض.
5. الإتحاف بفضل الطواف لابن علان، تحقيق دار الوطن بالرياض (عام 1421هـ).
6. الهدي النبوي في التعامل مع الزوجة، .
7. صفحات مطوية من حياة الشيخ محمد بن صالح المقبل، سيرة ذاتية، دار القلم العربي – الرياض.
8. قواعد قرآنية، مركز تدبر – الرياض، ونشرته دار الحضارة بالرياض.
9. قواعد نبوية، دار الحضارة بالرياض.
10. «بهجة قلوب الأبرار» للشيخ عبد الرحمن السعدي، تحقيق، نشرته مكتبة دار المنهاج بالرياض.
11. «المواهب الربانية» للشيخ عبد الرحمن السعدي، تحقيق، مركز تدبر – الرياض، ونشرته دار الحضارة بالرياض.
12. القول المختصر في توضيح نخبة الفكر، نشرته مكتبة دار المنهاج، عام 1434هـ.
13. «مواعظ الصحابة» صدر عن مكتبة دار المنهاج بالرياض/ عام 1435 هـ

- مشاركات وظيفية وميدانية في خدمة المجتمع:

1. يعمل الآن أستاذا مشاركاً في قسم السنة وعلومها.
2. ممثل قسم السنة في مجلس مناقشة خطط الدراسات العليا من العام الجامعي 1432/1433هـ حتى نهاية العام الجامعي 1433/1434هـ.
3. ناقش واشرف على عدد من الرسائل العلمية في الماجستير والدكتوراه.
4. شارك في عدد من الندوات والمؤتمرات داخل المملكة وخارجها.
5. نائب رئيس لجنة معرض النتاج العلمي لأعضاء هيئة التدريس 1431هـ.
6. عضوية لجنة لإعداد دراسة عن أهداف ومهام كرسي السنة النبوية في 18/12/1431هـ.
7. عضوية لجنة الجودة بقسم السنة عام 1431/1432هـ.
8. المشرف العام على الدورات التأصيلية للعلوم الشرعية المقامة في جامع ابن باز في محافظة المذنب.
9. عضو جائزة الأمير فيصل بن بندر بن عبد العزيز للقرآن الكريم.
10. عضو التوعية الإسلامية في الحج.
11. تقديم برنامج أسبوعي في إذاعة القرآن الكريم بعنوان (قواعد قرآنية) ضمن دورة البرامج لعام 1430هـ.
12. تقديم برنامج أسبوعي في إذاعة القرآن الكريم بعنوان (قواعد نبوية) ضمن دورة البرامج لعام 1432هـ.
13. تقديم برنامج أسبوعي في إذاعة القرآن الكريم بعنوان (مواعظ الصحابة) ضمن دورة البرامج لعام 1434هـ.
14. مشاركة في إلقاء الدورات العلمية، والمحاضرات الشرعية في بعض مدن المملكة.
15. مشاركة في الخطابة منذ عام 1411هـ.